# پیاسکی
پیاسکی (به لاتین: Piaski) یک شهر و گمینا در لهستان است که در گمینا پیاسکی (استان لوبلین) واقع شده‌است. پیاسکی ۸٫۴۳ کیلومتر مربع مساحت و ۲٬۶۲۶ نفر جمعیت دارد.